# Aquilaria
Aquilaria is een geslacht uit de peperboompjesfamilie (Thymelaeaceae). De soorten komen voor op het vasteland van Azië, van de Indiase deelstaat Assam tot in China en verder in Indonesië, de Filipijnen en op Nieuw-Guinea. Het geslacht staat bekend om zijn harsrijke agarhout, een belangrijk ingrediënt in wierook en Orientaalse parfums.

## Soorten
- Aquilaria apiculata Merr.
- Aquilaria baillonii Pierre ex Lecomte
- Aquilaria banaense P.H.Hô
- Aquilaria beccariana Tiegh.
- Aquilaria brachyantha (Merr.) Hallier f.
- Aquilaria citrinicarpa (Elmer) Hallier f.
- Aquilaria crassna Pierre ex Lecomte
- Aquilaria cumingiana (Decne.) Ridl.
- Aquilaria decemcostata Hallier f.
- Aquilaria filaria (Oken) Merr.
- Aquilaria hirta Ridl.
- Aquilaria khasiana Hallier f.
- Aquilaria malaccensis Lam.
- Aquilaria microcarpa Baill.
- Aquilaria parvifolia (Quisumb.) Ding Hou
- Aquilaria rostrata Ridl.
- Aquilaria rugosa K.Le-Cong & Kessler
- Aquilaria sinensis (Lour.) Spreng.
- Aquilaria subintegra Ding Hou
- Aquilaria urdanetensis (Elmer) Hallier f.
- Aquilaria yunnanensis S.C.Huang